# Austrian International 1998
Die Austrian International 1998 fanden vom 30. April bis zum 3. Mai 1998 in St. Pölten statt. Auf der IBF-Turnierskala erreichte es die Wertung A. Es war die 28. Austragung dieser offenen internationalen Meisterschaften von Österreich im Badminton. 

## Sieger und Platzierte
| Disziplin    | Gold                               | Silber                           | Bronze                           |
| ------------ | ---------------------------------- | -------------------------------- | -------------------------------- |
| Herreneinzel | Jürgen Koch                        | Boris Kessov                     | Bertrand Gallet                  |
| Herreneinzel | Jürgen Koch                        | Boris Kessov                     | Tjitte Weistra                   |
| Dameneinzel  | Carolien Glebbeek                  | Anu Weckström                    | Maja Pohar                       |
| Dameneinzel  | Carolien Glebbeek                  | Anu Weckström                    | Sandra Watt                      |
| Herrendoppel | Alastair Gatt Craig Robertson      | Mike Joppien Sebastian Ottrembka | Boris Kessov Ivan Sotirov        |
| Herrendoppel | Alastair Gatt Craig Robertson      | Mike Joppien Sebastian Ottrembka | Harald Koch Jürgen Koch          |
| Damendoppel  | Elinor Middlemiss Sandra Watt      | Monica Memoli Maria Luisa Mur    | Darja Kranjc Mateja Slatnar      |
| Damendoppel  | Elinor Middlemiss Sandra Watt      | Monica Memoli Maria Luisa Mur    | Brenda Conijn Melissa Trouerbach |
| Mixed        | Elinor Middlemiss Kenny Middlemiss | Jürgen Koch Irina Serova         | Alastair Gatt Kirsteen McEwan    |
| Mixed        | Elinor Middlemiss Kenny Middlemiss | Jürgen Koch Irina Serova         | Brenda Conijn Peter Kreulitsch   |

## Finalergebnisse
| Disziplin    | Sieger                             | Finalist                         | Ergebnis       |
| ------------ | ---------------------------------- | -------------------------------- | -------------- |
| Herreneinzel | Jürgen Koch                        | Boris Kessov                     | 15-5 15-1      |
| Dameneinzel  | Carolien Glebbeek                  | Anu Weckström                    | 11-3 9-12 11-8 |
| Herrendoppel | Craig Robertson Alastair Gatt      | Mike Joppien Sebastian Ottrembka | 15-1 15-10     |
| Damendoppel  | Elinor Middlemiss Sandra Watt      | Monica Memoli Maria Luisa Mur    | 15-10 15-3     |
| Mixed        | Kenny Middlemiss Elinor Middlemiss | Jürgen Koch Irina Serova         | 18-15 15-4     |